# Ephorosz (tisztség)
Az ephoroszok ("felügyelők", a görög ἐπί, epi, "valamin", és ὁράω, horaō, "lát",azaz aki "átnéz, felügyel" valamit) az ókori Spárta főhivatalnokai voltak. Öt ephoroszt választottak évente, akik fenntartják a spártai királyok hatalmát, amíg a királyok pedig felesküdtek, hogy fenntartják a törvényekét. Az i. e. 6. századi Khilónnak ephoroszként nagy szerepe volt a spártai államrendszer kiépítésében.

## A tisztség létrejötte és a hivatalba lépés
Hérodotosz szerint a tisztséget Lükurgosz hozta létre, de valószínűleg abból a szükségből nőtt ki, hogy valaki kormányozza Spártát akkor is, amikor a királyok a hadsereggel távol vannak valamelyik csatatéren. Az ephoroszokat a népgyűlés (apella) választotta, ahol minden teljes jogú polgár (homoiosz) részt vehetett. Egyéves mandátumok lejárta után nem voltak újraválaszthatók. Egyensúlyt képeztek a két király között, akik ritkán működtek együtt egymással. Platón az ephoroszokat türannoszoknak hívta, akik despota módjára kormányozták Spártát, míg a királyok alig voltak többek tábornokoknál.

## Az ephoroszok jogköre

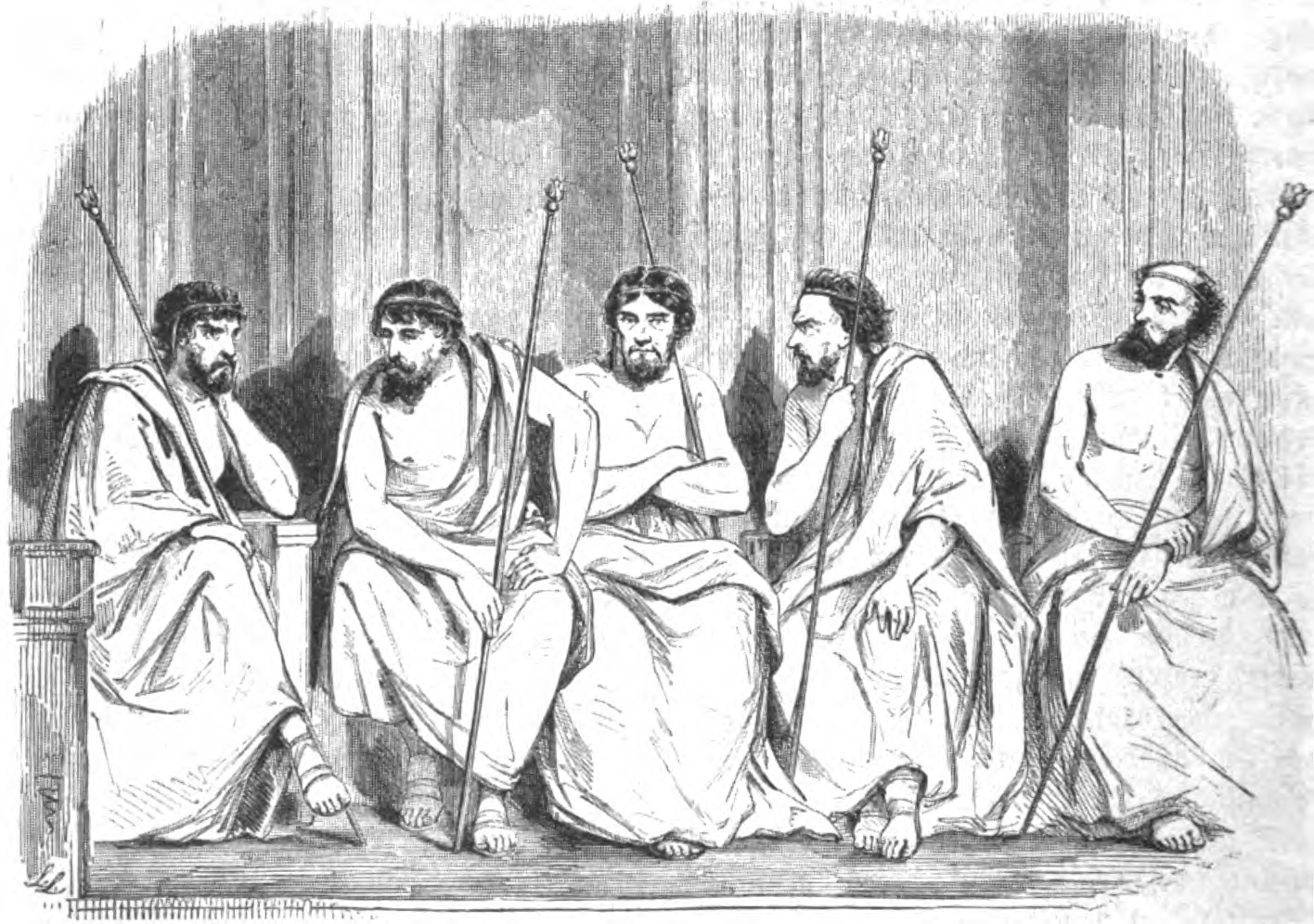
Az öt ephorosz Spártában (Ludwig Löffler ábrázolása a 19. századból)

Az ephoroszok elnököltek az öregek oligarchikus tanácsa (gerúszia) ülésein. Ők voltak illetékesek a polgári perekben, az adózási ügyekben, a naptár ügyeiben, a külügyekben és a fiatalok képzésében. Az évet egyikükről nevezték el, mint az arkhón eponümoszról Athénban. Két ephorosz a hadsereggel tartott a csatákban, és letartóztathatták és börtönbe vethették a királyokat rossz vezetés címén. 8 évenként megerősítették a királyok hatalmát, amennyiben egy erre kijelölt nyári éjszakán nem mutatkoztak az istenek tiltakozását mutató égi jelek. A végső szó kimondása ilyen jelek esetén a delphoi jósda hatáskörébe tartozott.
Az ephoroszokat úgy tekintették, mint akik személyükben állandóan hadban állnak a helóták ellen, ezért ők letartóztathattak, kivégeztethettek bármely helótát, bármikor, bármilyen okból, bírósági eljárás nélkül úgy, hogy ezzel ők nem sértettek meg semmilyen vallási előírást. Az ephoroszok minden évben formálisan is hadat üzentek a helótáknak.

## A tisztség vége
III. Kleomenész eltörölte az ephoroszi hivatalt i. e. 227-ben, de III. Antigonosz Dószón makedón király a szellaziai csata után visszaállította. A poszt egészen a 2. századig létezett, amikor valószínűleg Hadrianus végleg eltörölte.